# Łowca smoków
Łowca smoków – cykl reporterski dziennikarza Witolda Gadowskiego, emitowany w cyklu około miesięcznym w Telewizji Polskiej od września 2016 roku. Autor podnosi w programie tematy takie jak współczesny terroryzm i przestępczość zorganizowana. Każdy z trwających około 40 minut odcinków jest reportażem z kolejnego kraju, który odwiedza autor. W marcu 2017 roku Gadowski na Twitterze ogłosił rychłe zakończenie projektu ze względu na kończącą się umowę z TVP.

## Odcinki
| Tytuł odcinka                     | Opis | Kraj        | Data emisji      |
| --------------------------------- | --- | ----------- | ---------------- |
| „Diabeł zatrzymał się w Kalabrii” | Reportaż o najgroźniejszej mafii Europy, Ndranghetcie. Autor przedostaje się do serca tej brutalnej organizacji, włoskiej miejscowości San Luca, gdzie rozmawia m.in. z członkami mafijnych klanów. Z przeprowadzonych wywiadów wyłania się wstrząsający obraz dzisiejszego południa Włoch. | Włochy      | 14 września 2016 |
| „Zły nadchodzi z Południa”        | Wojna domowa, największy na świecie szlak przemytu heroiny, dyktatura i tajne komórki Talibanu – to wszystko sprawiło, że Witold Gadowski tym razem wyruszył do Tadżykistanu. Jak poradził sobie w najwyższych górach dawnego Związku Sowieckiego? Czym zaskoczyli go tadżyccy muzułmanie i czy udało mu się wyrwać spod nadzoru tadżyckiego dyktatora? | Tadżykistan | 2 listopada 2016 |
| „Kadarija – tajemnica bractwa”    | Łowca smoków odkrywa tajemnice tajnego, mistycznego bractwa islamskiego w północnym Iraku. Członkowie bractwa Kadarija wprowadzają się w trans za pomocą muzyki i głośnej recytacji. Szejk bractwa dokonuje rzeczy niezwykłych: chodzi po wodzie, przebija na wylot mieczem członków bractwa. Ludzie połykają ogień, nikt nie cierpi. Wszystko to dzieje się przy dźwiękach bębnów i recytacji imienia Allaha.                                                    | Irak        | 7 grudnia 2016   |
| „Brama Nowego Świata?”            | Tak wysokiego zagrożenia terrorystycznego w Niemczech dotąd nie było. Berlin boryka się z falą migracji z północnej Afryki. Przestępczość zdominowały arabskie gangi, których członkowie oficjalnie utrzymują się z pobieranych od państwa zasiłków socjalnych. Kontrolują handel narkotykami, prostytucję. Policja wydaje się być bezradna. Tymczasem Niemcy przejmują się konserwatywnymi zmianami w Polsce i Europie oraz wyśmiewają z katastrofy smoleńskiej. | Niemcy      | 10 stycznia 2017 |
| „Iran – popiół, woda i ogień”     | Gdyby wierzyć zachodnim i izraelskim mediom, ta kraina to kolebka zła. Ale żeby poznać Persję, trzeba ją poznać. Od rewolucji ajatollahów Iran to państwo religijne, rządzone przez muzułmański reżim. W ostatnim czasie nieco on zelżał, bo Teheran zaczyna się powoli otwierać na świat. | Iran        | 6 lutego 2017    |
| „Iran – perski węzeł"             | Druga część opowieści o Iranie. Witold Gadowski rozmawia z bliskimi doradcami prezydenta Iranu oraz z jednym z wpływowych ajatollahów. Spotyka się z Mahmudem Ahmadineżadem, którego izraelskie i amerykańskie media przedstawiały jako wcielenie szatana. Dociera tam, gdzie zwykle nie są wpuszczani dziennikarze zachodnich mediów, pokazuje prawdę o drzemiącym smoku.                                                                                        | Iran        | 27 lutego 2017   |
| „Polski islam"                    | Wydaje się być niezauważalny. Wydaje się być ciekawostką dla koneserów. Jednak w kontekście tego co dzieje się na Zachodzie, szczególnie w Europie, postanowiliśmy mu się bliżej przyjrzeć. Jaki jest polski islam? Czy stanowi jakiekolwiek zagrożenie? | Polska      | 13 marca 2017    |
| „Na terytorium Hezbollahu"        | Blisko 2 mln uchodźców z Syrii, ponad 500 tys. z Palestyny, pogłębiająca się bieda – tak wygląda dzisiejszy Liban. To znakomite pole rekrutacji dla islamskich radykałów. W obronie przez fundamentalistami z ISIS pomógł Hezbollah, wpływowa libańska partia z własną armią, uznawaną przez wiele krajów na za jedną z najgroźniejszych organizacji terrorystycznych na świecie. Chronią zarówno muzułmanów jak i chrześcijan przed Państwem islamskim.          | Liban       | 27 marca 2017    |